# Pád do Maelströmu
Pád do Maelströmu nebo též Sestup do Maelströmu, Sestup do Maelstromu (v angličtině "A Descent into the Maelström") je povídka Edgara Allana Poa, v níž využil své znalosti přírodních věd. Příběh se odehrává u břehů Norska a má dva vypravěče. Prvním z nich je návštěvník nebezpečných útesů, po nichž ho provádí muž, který mu vypráví, co zažil v jejich těsné blízkosti - na moři, kde se vyskytuje vír Malstróm (Moskoeström). Vypravěč použije své rozumové schopnosti k přežití. Příběh je považován za jeden z autorových prvních se sci-fi námětem. 
Úvod povídky nese jistou podobnost s dílem Samuela Taylora Coleridgeho "The Rime of the Ancient Mariner" (1798). V obou starý muž vypráví příběh o ztroskotání a přežití. 

## Příběh
Neznámý muž sleduje v doprovodu starého námořníka nebezpečný mořský vír Maelström, o němž nikdo nedokáže s přesností říci jak a proč vzniká, ale muži společně proberou nejrůznější hypotézy i domněnky a námořník poví vše, co za svůj život o proudu vypozoroval. Muž s úžasem a strachem sleduje vír a běsnící moře a pak poslouchá příběh svého průvodce:
Byli tři bratři – námořníci, kteří se živili lovem v nebezpečných oblastech, kam se nikdo jiný neodvážil, ale zato tu byly ty nejlepší a nejdražší ryby. Dokonale znali moře, dokázali předvídat, kdy je bezpečné se vydat po moři k nebezpečným proudům a útesům i kdy nastane bezpečná čtvrthodina a s ní správný vítr k přeplutí místa, které bylo v každou jinou dobu smrtelnou vodní propastí. Jednou je však překvapí nikým nečekaná bouře a to přímo hurikán, který znemožní jakékoli ovládání lodi a žene ji přímo do víru Maelströmu.
První bratr zemře ještě před tím, než loď vír pohltí, protože bouře utrhne stěžeň, k němuž se připoutá. Druzí dva bratři se za všech sil drží na lodi a sledují jak se mění sklon vodní stěny, jak jsou jiné věci, které do víru připluly, postupně pohlcovány.
Vypravěč vzpomíná na své podivné pocity a záchvěvy hrůzy i na to, jak si všimne, že kulaté věci oválného tvaru se do víru propadají později (později mu vysvětlí učitel, že jde o běžný fyzikální jev) a tak se připoutá k soudku. Děsem mu zbělaly vlasy a ochably svaly, z moře jej naprosto vysíleného vytáhnou známí námořníci, kteří jej však takto zničeného ani nepoznají a jeho příběhu nevěří.

## Témata v povídce
- Schopnost logické dedukce - viz též povídky Záhada Marie Rogêtové, Odcizený dopis, Vraždy v ulici Morgue a postava C. Auguste Dupin.
- Příběh z moře - viz též povídky Podlouhlá bedna, Rukopis nalezený v láhvi a román Příběhy Arthura Gordona Pyma.
- Příběh v příběhu - viz též povídka Medailon.